# Längdskidåkning vid världsmästerskapen i nordisk skidsport 2013
Tävlingarna i längdskidåkning vid världsmästerskapen i nordisk skidsport 2013 avgjordes den 20 februari - 3 mars 2013 i Val di Fiemme i Italien. Längdskidåkning är en av tre grenar på programmet i VM i nordisk skidsport.
Det tävlades i totalt tolv discipliner – sex i damklassen och sex i herrklassen.

## Resultat
| Pl. | Namn                   | Land      | Finaltid |
| --- | ---------------------- | --------- | -------- |
| 1   | Marit Bjørgen          | Norge     |          |
| 2   | Ida Ingemarsdotter     | Sverige   | + 2,32   |
| 3   | Maiken Caspersen Falla | Norge     | + 3,78   |
| 4   | Katja Višnar           | Slovenien | + 4,62   |
| 5   | Stina Nilsson          | Sverige   | + 4,89   |
| 6   | Justyna Kowalczyk      | Polen     | + 6,34   |
| 7   | Mona-Liisa Malvalehto  | Finland   | —        |
| 8   | Alena Procházková      | Slovakien | —        |
| 9   | Kerttu Niskanen        | Finland   | —        |
| 10  | Denise Herrmann        | Tyskland  | —        |

| Pl. | Namn                   | Land     | Tid      |
| --- | ---------------------- | -------- | -------- |
| 1   | Marit Bjørgen          | Norge    | 39.04,4  |
| 2   | Therese Johaug         | Norge    | + 3,4    |
| 3   | Heidi Weng             | Norge    | + 14,9   |
| 4   | Kristin Størmer Steira | Norge    | + 16,3   |
| 5   | Justyna Kowalczyk      | Polen    | + 27,1   |
| 6   | Charlotte Kalla        | Sverige  | + 41,2   |
| 7   | Julija Tjekaljova      | Ryssland | + 46,9   |
| 8   | Krista Lähteenmäki     | Finland  | + 48,8   |
| 9   | Astrid Jacobsen        | Norge    | + 1.06,5 |
| 10  | Masako Ishida          | Japan    | + 1.07,5 |

| Pl. | Land      | Namn                                            | Tid      |
| --- | --------- | ----------------------------------------------- | -------- |
| 1   | USA       | Jessie Diggins Kikkan Randall                   | 20.24,44 |
| 2   | Sverige   | Charlotte Kalla Ida Ingemarsdotter              | + 7,80   |
| 3   | Finland   | Riikka Sarasoja-Lilja Krista Lähteenmäki        | + 10,95  |
| 4   | Norge     | Ingvild Flugstad Østberg Maiken Caspersen Falla | + 20,81  |
| 5   | Italien   | Marina Piller Ilaria Debertolis                 | + 21,46  |
| 6   | Slovenien | Katja Višnar Vesna Fabjan                       | + 25,17  |
| 7   | Ryssland  | Natalja Korosteljova Natalja Matvejeva          | + 34,04  |
| 8   | Tyskland  | Hanna Kolb Denise Herrmann                      | + 34,11  |
| 9   | Polen     | Sylwia Jaśkowiec Agnieszka Szymańczak           | + 46,05  |
| 10  | Frankrike | Célia Aymonier Coraline Hugue                   | + 46,57  |

| Pl. | Namn                   | Land      | Tid      |
| --- | ---------------------- | --------- | -------- |
| 1   | Therese Johaug         | Norge     | 25.23,4  |
| 2   | Marit Bjørgen          | Norge     | + 10,2   |
| 3   | Julija Tjekaljova      | Ryssland  | + 32,7   |
| 4   | Miriam Gössner         | Tyskland  | + 33,2   |
| 5   | Elizabeth Stephen      | USA       | + 41,2   |
| 6   | Heidi Weng             | Norge     | + 43,2   |
| 7   | Charlotte Kalla        | Sverige   | + 45,6   |
| 8   | Riitta-Liisa Roponen   | Finland   | + 49,3   |
| 9   | Kristin Størmer Steira | Norge     | + 1.01,6 |
| 10  | Coraline Hugue         | Frankrike | + 1.02,8 |

| Pl. | Land      | Namn                                                                       | Sträcktider                     | Totaltid  |
| --- | --------- | -------------------------------------------------------------------------- | ------------------------------- | --------- |
| 1   | Norge     | Heidi Weng Therese Johaug Kristin Størmer Steira Marit Bjørgen             | 15.47,4 16.00,5 14.32,6 14.16,0 | 1.00.36,5 |
| 2   | Sverige   | Ida Ingemarsdotter Emma Wikén Anna Haag Charlotte Kalla                    | 16.22,2 16.09,2 14.14,7 14.16,6 | + 26,2    |
| 3   | Ryssland  | Julija Ivanova Alija Iksanova Marija Gusjtjina Julija Tjekaljova           | 15.57,5 16.53,2 14.33,0 13.58,6 | + 45,8    |
| 4   | USA       | Sadie Bjornsen Kikkan Randall Elizabeth Stephen Jessie Diggins             | 16.20,5 16.43,5 14.11,7 14.33,2 | + 1.12,4  |
| 5   | Finland   | Anne Kyllönen Kerttu Niskanen Riitta-Liisa Roponen Riikka Sarasoja-Lilja   | 16.21,9 16.10,0 14.18,7 15.09,7 | + 1.23,8  |
| 6   | Frankrike | Aurore Jéan Célia Aymonier Anouk Faivre-Picon Coraline Hugue               | 15.56,7 16.57,4 14.42,9 14.53,2 | + 1.53,7  |
| 7   | Tyskland  | Nicole Fessel Katrin Zeller Denise Herrmann Miriam Gössner                 | 16.15,4 16.44,9 14.35,9 15.08,1 | + 2.07,8  |
| 8   | Italien   | Lucia Scardoni Virginia De Martin Topranin Debora Agreiter Marina Piller   | 16.24,0 16.40,6 14.53,9 15.34,1 | + 2.56,1  |
| 9   | Polen     | Kornelia Kubińska Justyna Kowalczyk Paulina Maciuszek Agnieszka Szymańczak | 16.24,5 15.22,6 16.12,3 16.12,1 | + 3.35,0  |
| 10  | Ukraina   | Tetiana Antypenko Valentyna Sjevtjenko Maryna Antsybor Kateryna Hryhorenko | 17.16,5 17.01,2 15.07,5 15.07,8 | + 3.56,5  |

| Pl. | Namn                   | Land     | Tid       |
| --- | ---------------------- | -------- | --------- |
| 1   | Marit Bjørgen          | Norge    | 1.27.19,9 |
| 2   | Justyna Kowalczyk      | Polen    | + 3,7     |
| 3   | Therese Johaug         | Norge    | + 8,7     |
| 4   | Heidi Weng             | Norge    | + 1.38,3  |
| 5   | Nicole Fessel          | Tyskland | + 1.49,0  |
| 6   | Anna Haag              | Sverige  | + 2.05,7  |
| 7   | Kerttu Niskanen        | Finland  | + 2.12,8  |
| 8   | Anne Kyllönen          | Finland  | + 2.16,1  |
| 9   | Kristin Størmer Steira | Norge    | + 2.16,5  |
| 10  | Masako Ishida          | Japan    | + 2.19,1  |

| Pl. | Namn                | Land     | Finaltid |
| --- | ------------------- | -------- | -------- |
| 1   | Nikita Krjukov      | Ryssland |          |
| 2   | Petter Northug      | Norge    | + 0,40   |
| 3   | Alex Harvey         | Kanada   | + 0,84   |
| 4   | Emil Jönsson        | Sverige  | + 2,61   |
| 5   | Pål Golberg         | Norge    | + 9,27   |
| 6   | Eirik Brandsdal     | Norge    | + 27,17  |
| 7   | Calle Halfvarsson   | Sverige  | —        |
| 8   | Toni Ketelä         | Finland  | —        |
| 9   | Ola Vigen Hattestad | Norge    | —        |
| 10  | Fabio Pasini        | Italien  | —        |

| Pl. | Namn                   | Land      | Tid       |
| --- | ---------------------- | --------- | --------- |
| 1   | Dario Cologna          | Schweiz   | 1.13.09,3 |
| 2   | Martin Johnsrud Sundby | Norge     | + 1,8     |
| 3   | Sjur Røthe             | Norge     | + 2,0     |
| 4   | Petter Northug         | Norge     | + 5,2     |
| 5   | Maksim Vylegzjanin     | Ryssland  | + 6,1     |
| 6   | Aleksandr Ljogkov      | Ryssland  | + 10,1    |
| 7   | Calle Halfvarsson      | Sverige   | + 11,6    |
| 8   | Marcus Hellner         | Sverige   | + 12,0    |
| 9   | Tobias Angerer         | Tyskland  | + 12,4    |
| 10  | Jean-Marc Gaillard     | Frankrike | + 12,7    |

| Pl. | Land      | Namn                                 | Tid      |
| --- | --------- | ------------------------------------ | -------- |
| 1   | Ryssland  | Aleksej Petuchov Nikita Krjukov      | 21.30,98 |
| 2   | Sverige   | Marcus Hellner Emil Jönsson          | + 0,46   |
| 3   | Kazakstan | Nikolaj Tjebotko Aleksej Poltoranin  | + 0,73   |
| 4   | Kanada    | Devon Kershaw Alex Harvey            | + 0,76   |
| 5   | Italien   | David Hofer Federico Pellegrino      | + 3,52   |
| 6   | Frankrike | Jean-Marc Gaillard Maurice Manificat | + 5,33   |
| 7   | Österrike | Harald Wurm Bernhard Tritscher       | + 8,38   |
| 8   | Tjeckien  | Dušan Kožíšek Aleš Razým             | + 8,44   |
| 9   | Tyskland  | Tim Tscharnke Axel Teichmann         | + 9,74   |
| 10  | Belarus   | Siarhej Dalidovitj Michail Semenov   | + 11,57  |

| Pl. | Namn                | Land     | Tid      |
| --- | ------------------- | -------- | -------- |
| 1   | Petter Northug      | Norge    | 34.37,1  |
| 2   | Johan Olsson        | Sverige  | + 11,8   |
| 3   | Tord Asle Gjerdalen | Norge    | + 22,3   |
| 4   | Ivan Babikov        | Kanada   | + 53,6   |
| 5   | Sjur Røthe          | Norge    | + 1.03,0 |
| 6   | Calle Halfvarsson   | Sverige  | + 1.09,5 |
| 7   | Aivar Rehemaa       | Estland  | + 1.12,4 |
| 8   | Dario Cologna       | Schweiz  | + 1.21,1 |
| 9   | Axel Teichmann      | Tyskland | + 1.25,7 |
| 10  | Daniel Richardsson  | Sverige  | + 1.26,8 |

| Pl. | Land      | Namn                                                                     | Sträcktider                     | Totaltid  |
| --- | --------- | ------------------------------------------------------------------------ | ------------------------------- | --------- |
| 1   | Norge     | Tord Asle Gjerdalen Eldar Rønning Sjur Røthe Petter Northug              | 27.13,7 26.34,3 23.30,0 24.19,2 | 1.41.37,2 |
| 2   | Sverige   | Daniel Richardsson Johan Olsson Marcus Hellner Calle Halfvarsson         | 27.17,1 26.31,6 23.27,9 24.21,8 | + 1,2     |
| 3   | Ryssland  | Jevgenij Belov Maksim Vylegzjanin Aleksandr Ljogkov Sergej Ustiugov      | 27.31,7 26.15,5 23.28,8 24.23,6 | + 2,4     |
| 4   | Italien   | Dietmar Nöckler Giorgio Di Centa Roland Clara David Hofer                | 27.18,8 26.26,4 23.33,1 24.21,5 | + 2,6     |
| 5   | Finland   | Sami Jauhojärvi Ville Nousiainen Lari Lehtonen Matti Heikkinen           | 27.18,0 27.34,8 23.49,0 23.07,1 | + 11,7    |
| 6   | Schweiz   | Curdin Perl Dario Cologna Toni Livers Remo Fischer                       | 27.32,2 26.12,4 23.55,3 24.10,3 | + 13,0    |
| 7   | Tyskland  | Hannes Dotzler Tobias Angerer Tim Tscharnke Axel Teichmann               | 27.13,4 26.34,2 23.43,1 24.52,0 | + 45,5    |
| 8   | Japan     | Hiroyuki Miyazawa Keishin Yoshida Nobu Naruse Akira Lenting              | 27.16,7 26.56,7 23.58,4 24.19,6 | + 54,2    |
| 9   | Frankrike | Mathias Wibault Maurice Manificat Robin Duvillard Ivan Perrillat Boiteux | 27.23,9 27.27,6 23.23,3 24.18,0 | + 55,6    |
| 10  | USA       | Andrew Newell Kris Freeman Noah Hoffman Tad Elliott                      | 27.17,5 27.27,3 23.30,3 24.23,5 | + 1.01,4  |

| Pl. | Namn                | Land      | Tid       |
| --- | ------------------- | --------- | --------- |
| 1   | Johan Olsson        | Sverige   | 2.10.41,4 |
| 2   | Dario Cologna       | Schweiz   | + 12,9    |
| 3   | Aleksej Poltoranin  | Kazakstan | + 16,8    |
| 4   | Aleksandr Ljogkov   | Ryssland  | + 19,5    |
| 5   | Eldar Rønning       | Norge     | + 20,2    |
| 6   | Tord Asle Gjerdalen | Norge     | + 32,3    |
| 7   | Hannes Dotzler      | Tyskland  | + 32,7    |
| 8   | Maksim Vylegzjanin  | Ryssland  | + 34,6    |
| 9   | Jens Filbrich       | Tyskland  | + 38,5    |
| 10  | Daniel Richardsson  | Sverige   | + 41,3    |

## Medaljligan
| Pl.                   | Nation                | Guld | Silver | Brons | Totalt |
| --------------------- | --------------------- | ---- | ------ | ----- | ------ |
| 1                     | Norge                 | 7    | 4      | 5     | 16     |
| 2                     | Ryssland              | 2    | 0      | 3     | 5      |
| 3                     | Sverige               | 1    | 6      | 0     | 7      |
| 4                     | Schweiz               | 1    | 1      | 0     | 2      |
| 5                     | USA                   | 1    | 0      | 0     | 1      |
| 6                     | Polen                 | 0    | 1      | 0     | 1      |
| 7                     | Kazakstan             | 0    | 0      | 2     | 2      |
| 8                     | Finland               | 0    | 0      | 1     | 1      |
| 8                     | Kanada                | 0    | 0      | 1     | 1      |
| Totalt antal medaljer | Totalt antal medaljer | 12   | 12     | 12    | 36     |

| Placering | Utövare             | Guld | Silver | Brons | Totalt |
| 1         | Marit Bjørgen       | 4    | 1      | 0     | 5      |
| 2         | Therese Johaug      | 2    | 1      | 1     | 4      |
| 3         | Petter Northug      | 2    | 1      | 0     | 3      |
| 4         | Nikita Krjukov      | 2    | 0      | 0     | 2      |
| 5         | Johan Olsson        | 1    | 2      | 0     | 3      |
| 6         | Dario Cologna       | 1    | 1      | 0     | 2      |
| 7         | Tord Asle Gjerdalen | 1    | 0      | 1     | 2      |
| 7         | Sjur Røthe          | 1    | 0      | 1     | 2      |
| 7         | Heidi Weng          | 1    | 0      | 1     | 2      |
| 10        | Ida Ingemarsdotter  | 0    | 3      | 0     | 3      |
| 11        | Marcus Hellner      | 0    | 2      | 0     | 2      |
| 11        | Charlotte Kalla     | 0    | 2      | 0     | 2      |
| 13        | Aleksej Poltoranin  | 0    | 0      | 2     | 2      |
| 13        | Julija Tjekaljova   | 0    | 0      | 2     | 2      |